# Сінченко Григорій Іванович
Григорій Іванович Сінченко (1 грудня 1918, Рубанівка — 8 грудня 1987, Чернівці) — український фольклорист, літературознавець, педагог, Доктор філологічних наук, професор. 

## Життєпис
Народився 1 грудня 1918 року в селі Рубанівка на Херсонщині. Закінчив Бериславський педагогічний технікум, вчителював. Учасник Німецько-радянської війни. Навчався у Чернівецькому університеті, де закінчив аспірантуру на філологічному факультеті. З 1953 року й до кінця життя працював тут викладачем, доцентом, професором і завідувачем кафедрою української літератури. Помер учений 8 грудня 1987 року.

## Автор монографій
- «Жанрова специфіка української народної пісні Карпат і Прикарпаття»[1],
- «Тематична специфіка української народної пісні Карпат і Прикарпаття»
- «Народнопоетична творчість Північної Буковини за роки радянської влади»
- «Про Параску Амбросій»,
- "Народнопісенна основа повісті О. Кобилянської «В неділю рано зілля копала»[2],
- «Драматургія З.  Прокопенка»,
- «Хотинське повстання у спогадах учасників та художній літературі».
- стаття Купчанко Григорій Іванович[3]